# Тана (клуб по хоккею на траве)
«Тана» — мужская команда по хоккею на траве из города Азова. Основан в 2008 году. С 2013 года выступает в высшем дивизионе чемпионата России — Суперлиге.

## Стадион

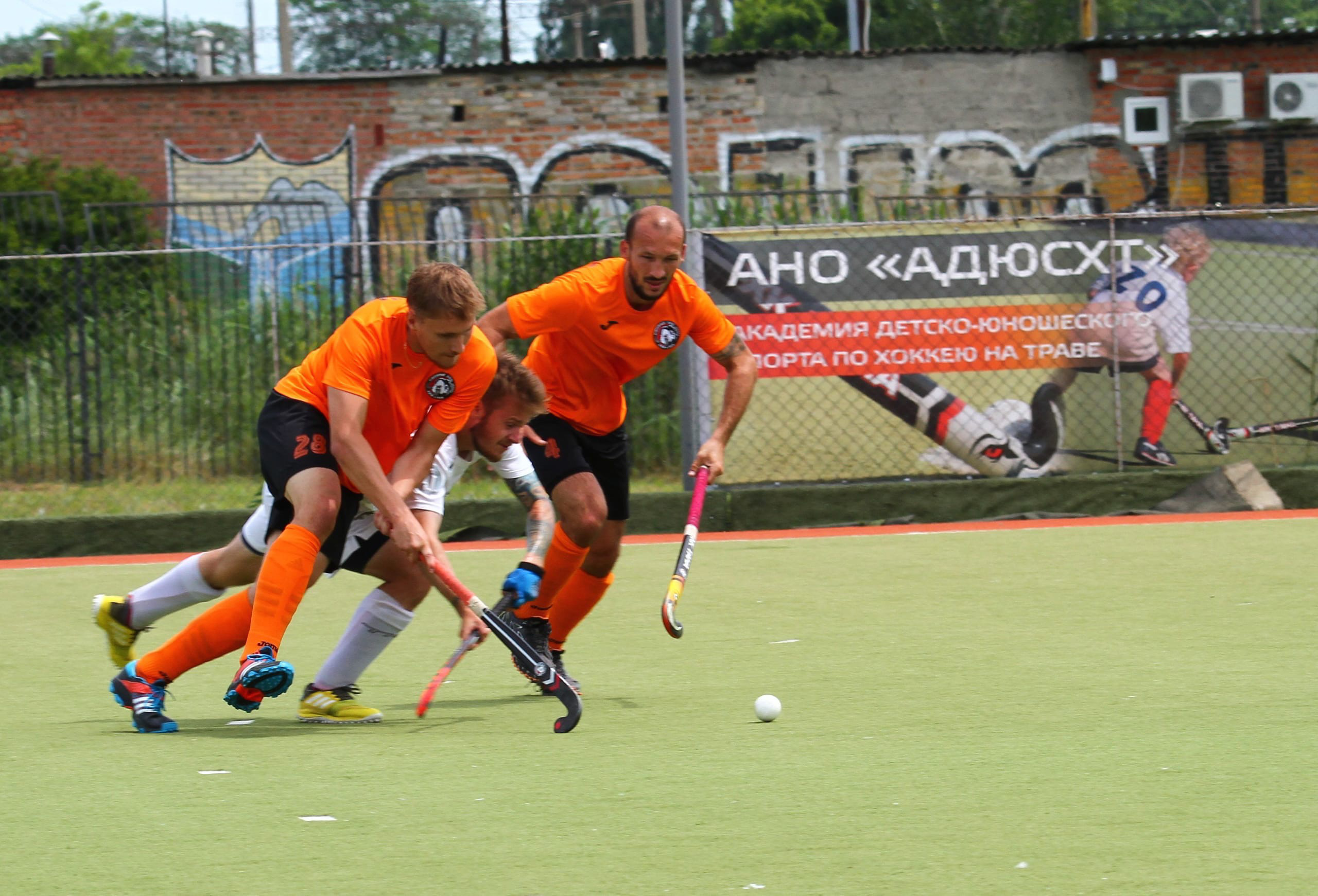
ХК Тана ХК «Тана» против ЦОП «Москомспорт» стадион с. Кулешовка

Домашние игры в чемпионате России проводит на стадионе в с. Кулешовка «Тана». Стадион имеет современное искусственное поле шестого поколения для хоккея на траве.

## Достижения
- Чемпион России Высшей лиги: 2012 год.
- Серебряный призёр Высшей лиги: 2008, 2009, 2011 годов.
- Бронзовый призёр Высшей лиги: 2007 и 2010 годов.
- Бронзовый призёр Суперлиги: 2018 год.
- Бронзовый призёр Кубка России: 2019 год.
- Чемпион кубка России (Hockey5S): 2023, 2024 год.
- Чемпион чемпионата России (Hockey5S): 2023 год.

В 2022 г Бронзовый призёр на 1 Спартакиаде сильнейших

## Статистика выступлений

### В чемпионате России
| 2007 | Высшая лига | 3 |
| 2008 | Высшая лига | 2 |
| 2009 | Высшая лига | 2 |
| 2010 | Высшая лига | 3 |
| 2011 | Высшая лига | 2 |
| 2012 | Высшая лига | 1 |
| 2013 | Суперлига   | 5 |
| 2014 | Суперлига   | 5 |
| 2015 | Суперлига   | 4 |
| 2016 | Суперлига   | 4 |
| 2017 | Суперлига   | 4 |
| 2018 | Суперлига   | 3 |
| 2019 | Суперлига   | 4 |
| 2020 | Суперлига   | 4 |
| 2021 | Суперлига   | 5 |
| 2022 | Суперлига   | 4 |

## Кубок России и Спартакиада сильнейших
| 2019 | Кубок России           | 3 |
| 2022 | Спартакиада сильнейших | 3 |

## Статистика выступлений Hockey5S

### В чемпионате России Hockey5S
| 2023 | Чемпионат России по Hockey5S среди мужчин | 1 |

### В кубке России Hockey5S
| 2023 | Кубок России по Hockey5S среди мужчин | 1 |
| 2024 | Кубок России по Hockey5S среди мужчин | 1 |